# Muricopsis (Muricopsis) mcleani
Muricopsis (Muricopsis) mcleani is een slakkensoort uit de familie van de Muricidae. De wetenschappelijke naam van de soort is voor het eerst geldig gepubliceerd in 2009 door Wiedrick.